# Чарингу
Чарингу (рум. Cearângu) насеље је у Румунији у округу Мехединци у општини Пунгина. Oпштина се налази на надморској висини од 112 m.

## Становништво
Према подацима из 2013. године у насељу је живело 271 становника, од којих су сви румунске националности.